# Psalterium Pianum
Psalterium Pianum – łaciński przekład psałterza, przygotowany przez profesorów Papieskiego Instytutu Biblijnego, opublikowany w 1945 na polecenie Piusa XII (skąd nazwa); od publikacji do 1970 oficjalny tekst psałterza w Kościele rzymskim.

## Kontekst
Jak wyjaśnia Pius XII w tekście motu proprio In cotidianis precibus, niejasności i przekłamania (łac. obscuritates mendaque) w dotychczas używanym w liturgii tekście psałterza (tzw. psałterzu gallikańskim) stały się coraz bardziej widoczne dzięki postępom krytyki tekstu, w związku z czym pojawiło się pragnienie posiadania takiego tekstu liturgicznego, który lepiej wyrażałby sens Pisma Świętego (łac. in cotidiana Psalmorum lectione latinam conversionem, qua sensus, a Spiritu Sancto inspirante intentus, significantius patescat). 

## Przygotowanie i użycie przekładu

### Historia i charakter przekładu
Przekład taki przygotowała komisja Papieskiego Instytutu Biblijnego utworzona 19 stycznia 1941, w skład której weszli: o. Augustin Bea, rektor Papieskiego Instytutu Biblijnego, oraz uczeni Vaccari, Zorrell, Merk, Köbert i Semkowski. W motu proprio In cotidianis precibus (24 marca 1945) przekład został przez Piusa XII zatwierdzony do użytku liturgicznego (publicznego sprawowania godzin kanonicznych), przy czym można było również dalej używać psałterza Wulgaty.  
Podstawą tłumaczenia była hebrajska wersja psałterza. W porównaniu z tłumaczeniami Wulgaty język Psalterium Pianum był bliższy łacinie klasycznej.  

### Psaterium Pianumw liturgii
W tym samym roku 1945 ukazały się:  
- psałterz z uwagami filologicznymi[5];
- wydanie typiczne psałterza z nowym tłumaczeniem psalmów w układzie Brewiarza Rzymskiego[7].

Natomiast w 1949 wydano nowe wydanie typiczne całego Brewiarza, w którym użyto nowego przekładu.  
W roku 1956 ukazał się słownik łacińsko-polski, zawierający słowa, użyte w nowym przekładzie psałterza. Psalterium Pianum było również podstawą polskiego przekładu psalmów, dokonanego przez Stanisława Wójcika. 
Brewiarze, wydawane do reformy liturgicznej Soboru Watykańskiego II, używały tekstu psalmów według Wulgaty lub według nowego psałterza. W Liturgii Godzin, opublikowanej w roku 1975, użyto tekstu psalmów bardziej zbliżonego do Wulgaty (pierwsza wersja Neowulgaty, użytej w drugim wydaniu typicznym Liturgii Godzin z 1985). 